# شذوذ الجاذبية

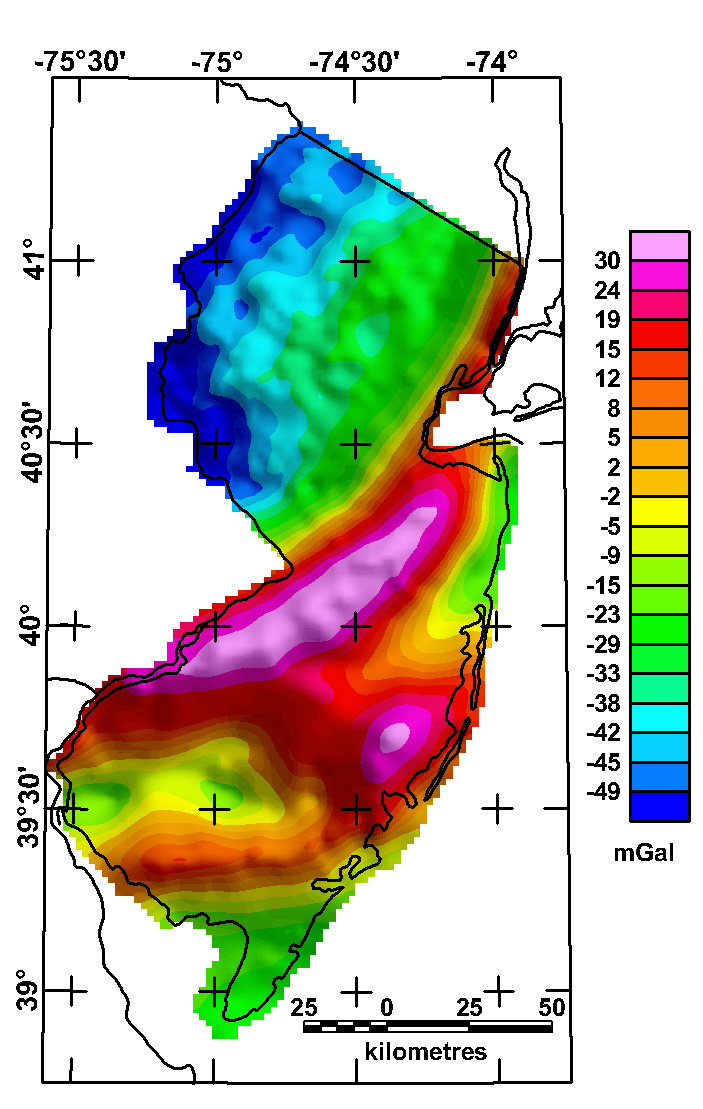

شذوذ الجاذبية هو الفرق بين قيمة التسارع الملاحظ للسقوط الحر أو (الجاذبية على سطح الأرض) والقيمة المتوقعة من نموذج النطاق الجذبي للكرة الأرضية، يتم تمثيل هذا الفرق على منحنى يسمى منحنى شذوذ الجاذبية والذي ينتج عن طريق طرح قيمة الجاذبية المتوقعة لمنطقة على سطح الأرض من قيمة الجاذبية الملاحظة.
يصف منحنى شذوذ الجاذبية التغيرات المحلية لنطاق جذب الكرة الارضية في منطقة معينة، عندما يكون للمنطقة شذوذ جاذبية موجب (منحنى شذوذ جاذبية مقعر للاسفل) تكون قيمة الجاذبية الملاحظة أكبر من قيمة الجاذبية المتوقعة
للمنطقة مما يدل على وجود كتل (جمع كتلة) تحت سطح الأرض لها كثافة أكبر من كثافة المواد المحيطة لأن التسارع الجذبي الملاحظ يعتمد على الكثافة التي تتناسب تناسبا طرديا مع الكتلة، وبناءًا على قانون نيوتن الثاني الذي يمثل بالعلاقة الرياضية (القوة= الكتلة * التسارع) وعليه (قوة الجاذبية = الكتلة * التسارع الجذبي)، عندما يكون للمنطقة شذوذ جاذبية سالب تكون القيمة الملاحظة أقل من القيمة المتوقعة للجاذبية في تلك المنطقة على سطح الأرض (منحنى شذوذ جاذبية مقعر للأعلى) والذي يدل على وجود كتل تحت أرضية لها كثافلة أقل من ثاقلة المواد المحيطة بها.
تعد طريقة شذوذ الجاذبية من إحدى طرق علم فيزياء الأرض - الجيوفيزياء الاستكشافية لغايات معرفة مكونات باطن الأرض.
يجب الأخذ بعين الاعتبار اختلاف التضاريس على سطح الأرض والتي تؤثر على إنتاجية منحنى شذوذ الجاذبية.
ينبغي عدم الخلط بين شذوذ الجاذبية anomaly gravity وبين الشذوذ الجذبي anomaly gravitational.

## الفلك
في أي منطقة من الفضاء تمتلك كثافة كتلية أعلى من المتوقع فسوف ينشأ عنها شذوذ جاذبية. لقد أرشدت مشاهدات شذوذ الجاذبية على نطاق المجرات إلى فرضية المادة المظلمة.

## اقرأ أيضاً
- قالة